# 邦尼敦 (加利福尼亞州)
邦尼敦（英語：Bonny Doon）是位於美國加利福尼亞州聖塔克魯茲縣的一個人口普查指定地區。

## 地理
邦尼敦的座標為37°02′37″N 122°08′13″W / 37.04361°N 122.13694°W，而該地最高點為海拔高度450米（即1476英尺）。

## 人口
根據2010年美國人口普查的數據，邦尼敦的面積為43.22平方千米，均為陸地。當地共有人口2678人，而人口密度為每平方千米61人。